# Полоцькі каштеляни

Полоцькі каштеляни — посадова особа Великого князівства Литовського, Речі Посполитої, що з'явилася в 1566 році серед місцевих урядників у Полоцькому воєводстві. Каштелянський уряд був другим за значенням після воєводи.

## Перелік
- Юрій Зенович (22 серпня 1566—1579)
- Ян Вольмінський (14.10.1579 — 6.2.1588)
- Вацлав Шемет (6.2.1588 — 1597)
- Юзеф Корсак (25.10.1597 — 1618)
- Микола Богуслав Зенович (1618—1621)
- Ян Корсак (2 жовтня 1621—1625)
- князь Кшиштоф Міхал Друцький-Соколинський (27 травня 1625—1640)
- Ян Ансельм Вільчак (26.5.1640 — 1644)
- Кшиштоф Рудоміно-Дусяцький (1644—1654)
- Ян Сосновський (29 липня 1654—1660)
- Ян Корсак (3.6.1660 — 1697)
- Міхал Казимир Пац (1 жовтня 1697—1716)
- Христофор Костянтин Пац (9.1.1717 — 1725)
- Микола Шемет (12 листопада 1726 р. — 2 січня 1736 р.)
- Валеріан Антоній Жаба (16.3.1736 — 16.2.1753)
- Костянтин Людвік Броель-Платер (1754 — 18.5.1758)
- Адам Берестовський (23 червня 1758—1776)
- Тадеуш Жаба (23.11.1776 — 17.11.1784)
- Юзеф Селицький (11.12.1784 — 12.4.1791)
- Роберт Берестовський (14.5.1791 — 1793)